# Cratere Sarah
Sarah  è un cratere sulla superficie di Venere.